# Campeonato Africano de Voleibol Feminino Sub-18
O Campeonato Africano de Voleibol Feminino Sub-18 é um torneio de voleibol organizado pela Confédération Africaine de Volleyball. Sua primeira edição ocorreu em 2004, no Egito, sendo este o maior campeão do torneio.

## Quadro Geral
| Ordem | País                           | Medalha de ouro | Medalha de prata | Medalha de bronze | Total |
| ----- | ------------------------------ | --------------- | ---------------- | ----------------- | ----- |
| 1     | Egito                          | 6               | 3                | 0                 | 9     |
| 2     | Tunísia                        | 3               | 3                | 1                 | 7     |
| 3     | Argélia                        | 0               | 1                | 5                 | 6     |
| 4     | Madagáscar                     | 0               | 1                | 0                 | 1     |
| 4     | Camarões                       | 0               | 0                | 1                 | 1     |
| 6     | Maurício                       | 0               | 0                | 1                 | 1     |
| 6     | Quênia                         | 0               | 0                | 1                 | 1     |
| 6     | República Democrática do Congo | 0               | 0                | 1                 | 1     |